# Cameron Jackson
Cameron Jackson (Děčín, 16 febbraio 1986) è un ex attore pornografico ceco, che è apparso principalmente in film di bareback gay e occasionalmente in film trans, etero, bisex e su riviste pornografiche.

## Biografia
Nel corso della sua carriera ha vinto alcuni premi, di cui i più importanti sono stati il Best Gay Actor Award ricevuto a Berlino nel 2005 durante l'annuale incontro del Venus Berlin, e più recentemente quello come miglior attore all'Annual European Gay Porn Awards presso Amsterdam nel 2007. Cameron Jackson si è ritirato nel 2007, ma continua ancora a lavorare per la casa di produzione Eurocreme.

## Riconoscimenti
- 2005 Venus Awards winner of Best Gay Actor (Berlin).[1]
- 2007 European Gay Porn Awards winner of Best Cum Shot and Best Actor in Hard Riders.[2]

## Filmografia
- 2007
  - Eurocreme Model Collection 01: Cameron Jackson
  - Cockpit Cum Boys
  - Dream Ticket
  - Raw Heroes
  - Wet Dream
- 2006
  - Bare Chat
  - Bareback Gym Buddies
  - Boys in the Snow
  - Boys of Summer
  - Raw Regret
  - Raw Times
  - World Soccer Orgy 1
  - World Soccer Orgy 2
- 2005
  - Airport Security
  - Bare Adventure
  - Bare Balls
  - Bare Encounters
  - Bareback Fly Boys
  - Bareback Twink Pack
  - 'Bareback Twink Squat
  - Bareback Twink Street
  - Educating Eda Rieger
  - Hard Riders
  - Hey, Dude... Wanna a Blow Job?
  - Ice Dreams
  - Inside Jirka Gregor
  - Just Bareback, Boys Like It (Blind Eye)
  - Oral Sensations Volume 1
  - Raw Rescue
  - Raw Tricks
  - Soldier Boy
  - Virgin Tales 2
  - Wank in the Woods 2005
- 2004
  - Bare Hotel
  - Bareback Adventure
  - Formula 69
  - Raw Luck
  - News Hawks
  - Natural Wonders Superstars 8
  - Transsexual Beauty Queens 26
  - Transsexual Beauty Queens 24